# Кохання не купиш
«Кохання не купиш» (англ. Can't Buy Me Love) — американський комедійний фільм 1987 року.

## Сюжет
Мріючи здобути статус «крутого хлопця», старшокласник Ронні Міллер, що належав до групи «ботанів», раптово отримує шанс різко підвищити свій авторитет, уклавши угоду з «чирлідершою» школи.

## Ролі виконували
| Актор           | Персонаж      | Роль                      |
| --------------- | ------------- | ------------------------- |
| Патрік Демпсі   | Ронні Міллер  |                           |
| Аманда Петерсон | Синді Манчині | чирлідерша                |
| Дарсі ДеМосс    | Петті         | чирлідерша, подруга Синді |
| Тіна Каспарі    | Барбара       | чирлідерша, подруга Синді |
| Корт Маккоун    | Квінт         | спортсмен                 |
| Ерік Браскоттер | Великий Джон  | спортсмен                 |
| Жерардо Мехіа   | Рікі          | спортсмен                 |
| Кортні Гейнс    | Кеннет        | друг Ронні                |
| Сет Грін        | Чакі Міллер   | молодший брат Ронні       |
| Шерон Фаррелл   | місіс Манчині |                           |
| Денніс Дуган    | Девід Міллер  | батько Ронні              |
| Девін де Васкес | Айріс         |                           |

## Сприйняття
Фільм отримав неоднозначні відгуки, але з часом став культовим. Rotten Tomatoes дав оцінку 50 % на основі 24 відгуків від критиків і 74 % від більш ніж 25 000 глядачів. У списку 50 найкращих фільмів про старшокласників, складеному американським щомісячником «Entertainment Weekly» у вересні 2006 року, «Кохання не купиш» зайняв 41-е місце.